# Somon Air

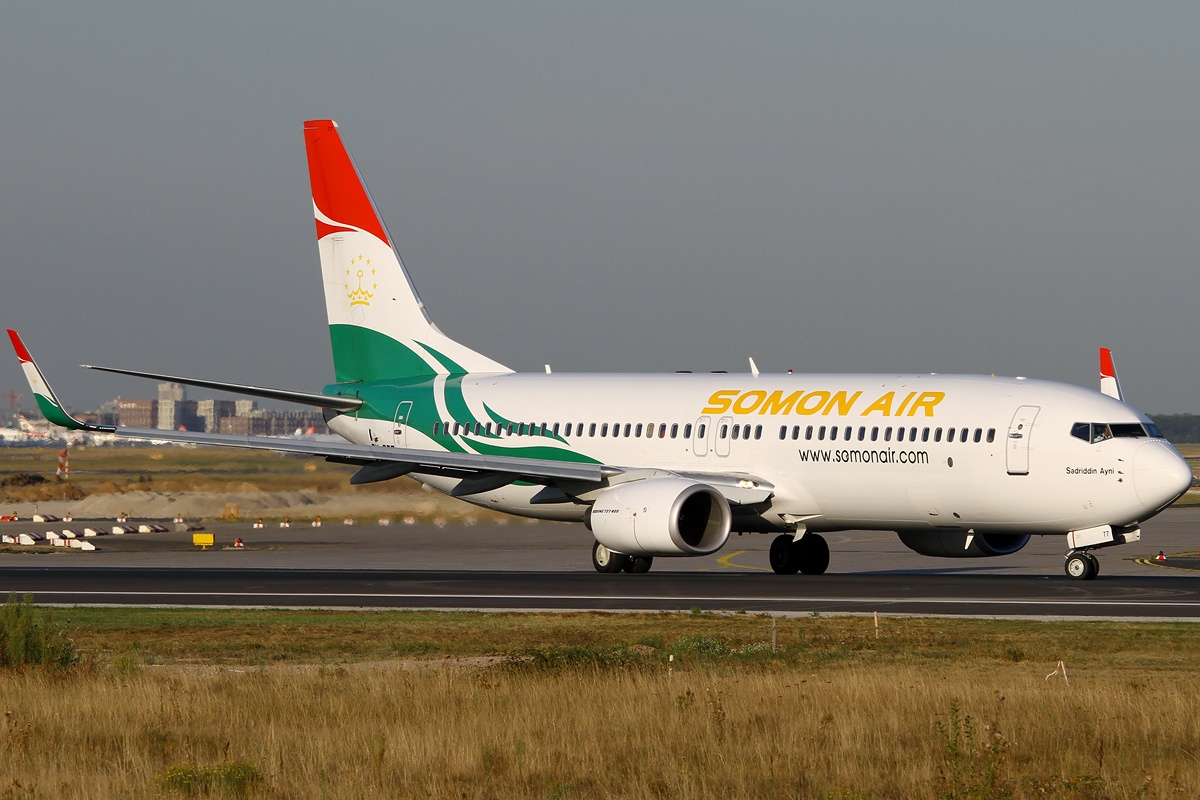
Boeing 737-800 w barwach linii Somon Air

Somon Air – tadżyckie linie lotnicze z siedzibą w Duszanbe, głównym węzłem jest Port lotniczy Duszanbe. Z usług tej linii korzysta rząd Tadżykistanu do transportu najważniejszych osób w państwie.

## Historia
Linie lotnicze Somon Air realizują międzynarodowe przewozy od 2008 roku. 

## Porty docelowe
- Chiny
  - Urumczi
- Kazachstan
  - Ałmaty
- Niemcy
  - Frankfurt
- Rosja
  - Chanty-Mansyjsk
  - Irkuck
  - Jekaterynburg
  - Kazań
  - Krasnodar
  - Krasnojarsk
  - Moskwa
  - Niżniewartowsk
  - Nowosybirsk
  - Orenburg
  - Sankt Petersburg
  - Soczi
  - Surgut
  - Tiumień
- Tadżykistan
  - Chodżent
  - Duszanbe (Baza)
- Turcja
  - Stambuł
- Zjednoczone Emiraty Arabskie
  - Dubaj
- Indie
  - Delhi

## Flota
Aktualna na dzień 25 lipca 2015 roku.
| Model            | Liczba | Uwagi |
| ---------------- | ------ | ----- |
| Boeing 737-800   | 3      |       |
| Boeing 737-900ER | 2      |       |
| H125             | 1      |       |
| Mi8AMT           | 1      |       |
| Łącznie          | 7      |       |